# Dissakisit-(La)
Dissakisit-(La) ist ein sehr selten vorkommendes Mineral aus der Mineralklasse der „Silikate und Germanate“ mit der idealisierten chemischen Zusammensetzung CaLa(Al2Mg)[Si2O7][SiO4]O(OH) und damit ein Calcium-Lanthan-Aluminium-Magnesium-Silikat mit zusätzlichen Sauerstoff- und Hydroxidionen. Strukturell gehört Dissakisit-(La) zu den Gruppensilikateen.
Dissakisit-(La) kristallisiert im monoklinen Kristallsystem und findet sich meist in Form körniger oder nieriger Mineral-Aggregate, die aus durchscheinenden Kristallen von bis zu 2,5 cm Größe mit nadeligem oder dickblättrigem Habitus bestehen. Die Kristallflächen weisen einen glasähnlichen Glanz auf. Die Farbe des Minerals schwankt zwischen dunkelbraun und schwarz, die Strichfarbe ist dagegen grünlichgrau.
Dissakisit-(La) ist eng verwandt mit Dissakisit-(Ce).

## Etymologie und Geschichte
Erstmals entdeckt wurde Dissakisit-(La) am Hochwart über dem Ultental/Vedetta Alta in Italien und beschrieben von Simone Tumiati, Gaston Godard, Silvana Martin, Paolo Nimis, Volkmar Mair und Bernard Boyer.
Von der IMA als eigenständiges Mineral anerkannt wurde es 2003 unter der Register-Nr. IMA2003-007. Veröffentlicht wurden die Untersuchungsergebnisse und der anerkannte Name zwei Jahre später im American Mineralogist.

## Klassifikation
Da der Dissakisit-(La) erst 2003 entdeckt wurde, ist er in der seit 1977 veralteten Systematik der Minerale nach Strunz (8. Auflage) nicht aufgeführt. Einzig das 2008 erschienene „Lapis-Mineralienverzeichnis“, das sich aus Rücksicht auf private Sammler und institutionelle Sammlungen noch nach der klassischen Systematik von Karl Hugo Strunz richtet, führt das Mineral unter der System-Nr. VIII/C.23-60 auf.
Die seit 2001 gültige und von der IMA bis 2009 aktualisierte 9. Auflage der Strunz’schen Mineralsystematik ordnet den Dissakisit-(La) ebenfalls in die Klasse der „Silikate und Germanate“ und dort in die Abteilung der „Gruppensilikate (Sorosilikate)“ ein. Diese Abteilung ist allerdings weiter unterteilt nach der Art der Gruppenbildung der Silikatkomplexe und der Koordination der Kationen, so dass das Mineral entsprechend seiner Zusammensetzung und seines Aufbaus in der Unterabteilung der „Gruppensilikate mit gemischten SiO4- und Si2O7-Gruppen; Kationen in oktaedrischer [6]er- und größerer Koordination“ zu finden ist, wo es die „Epidotgruppe“ mit der System-Nr. 9.BG.05 und den weiteren Mitgliedern Allanit-(Ce), Allanit-(La), Allanit-(Y), Klinozoisit, Dissakisit-(Ce), Dollaseit-(Ce), Epidot-(Pb), Epidot-(Sr), Epidot, Ferriallanit-(Ce), Khristovit-(Ce), Manganiandrosit-(Ce), Manganiandrosit-(La), Tweddillit, Mukhinit, Piemontit-(Sr), Piemontit, Uedait-(Ce) und Vanadoandrosit-(Ce) bildet.
Auch die vorwiegend im englischen Sprachraum gebräuchliche Systematik der Minerale nach Dana ordnet den Dissakisit-(La) in die Klasse der „Silikate und Germanate“, dort allerdings in die bereits feiner unterteilte Abteilung der „Gruppensilikate: Insulare, gemischte, einzelne und größere Tetraedergruppen“. Hier ist er ebenfalls in der „Epidotgruppe (Allanit-Untergruppe)“ mit der System-Nr. 58.02.01c und den weiteren Mitgliedern Allanit-(Ce), Allanit-(La), Allanit-(Y), Dissakisit-(Ce), Manganiandrosit-(La), Ferriallanit-(Ce), Västmanlandit-(Ce), Manganiandrosit-(Ce) und Vanadoandrosit-(Ce) innerhalb der Unterabteilung der „Gruppensilikate: Insulare, gemischte, einzelne und größere Tetraedergruppen mit Kationen in [6] und höherer Koordination; Einzel- und Doppelgruppen (n=1,2)“ zu finden.

## Kristallstruktur
Dissakisit-(La) kristallisiert monoklin in der Raumgruppe P21/m (Raumgruppen-Nr. 11) mit den Gitterparametern a = 8,93 Å; b = 5,69 Å; c = 10,18 Å und β = 115,15° sowie 2 Formeleinheiten pro Elementarzelle.

## Eigenschaften
Durch seinen Gehalt an Thorium und anderen leicht strahlenden Isotopen oft als Beimengung vorhandener Seltener Erden ist Dissakisit-(La) als schwach radioaktiv eingestuft und weist eine spezifische Aktivität von etwa 1929 Bq/g auf (zum Vergleich: natürliches Kalium 31,2 Bq/g).

## Bildung und Fundorte
Dissakisit-(La) bildet sich durch Hydratation und Anreicherung in LILE (leichte inkompatible Elemente)- und LREE (leichte Seltene-Erden-Elemente)-haltigen Peridotiten. Begleitminerale sind unter anderem verschiedene Amphibole und Apatite, Calcit, Dolomit, Klino- und Orthopyroxene, Olivin, Pentlandit, Phlogopit, Spinell, Uraninit, Thorit, Thorianit, Zirkon, geringe Mengen Klinochlor und verschiedene Kupfersulfide.
Neben seiner Typlokalität Hochwart im Ultental in Italien konnte das Mineral bisher (Stand: 2011) nur noch bei Kyschtym in der russischen Oblast Tscheljabinsk im südlichen Ural und bei Rybníček im tschechischen Okres Vyškov nachgewiesen werden.